# Cristianização da Armênia

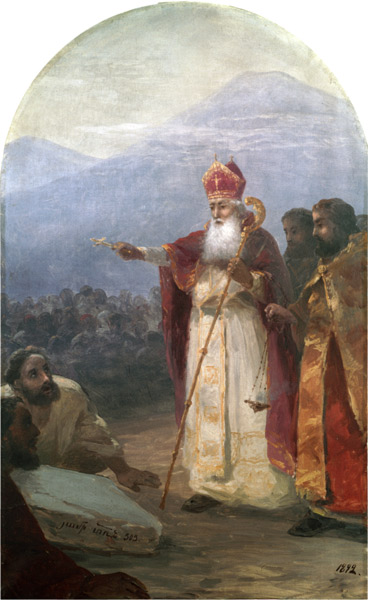
O Batismo do povo armênio (1892), de Ivan Aivazovski.

O Cristianismo se espalhou pela primeira vez na Armênia antes da adoção oficial da fé no início do século IV, embora os detalhes sejam obscuros. No início do século IV, o Reino da Grande Arménia adotou o Cristianismo como religião oficial, tornando-se o primeiro Estado a fazê-lo. O rei arsácida da Armênia da época, Tiridates III, foi convertido por Gregório, o Iluminador, que se tornou o primeiro chefe da Igreja Armênia. A data tradicional para a conversão da Armênia é 301, embora muitas datas alternativas tenham sido propostas por estudiosos. Embora a estrutura eclesiástica da Armênia tenha sido estabelecida nesta altura, demorou mais tempo para o Cristianismo criar raízes plenas no país. O maior progresso ocorreu após a invenção do alfabeto armênio por Mesrobes Mastósio e a tradução da Bíblia e da liturgia para o armênio no século V.

## Antecedentes
Antes da cristianização, os armênios praticavam principalmente uma forma sincrética de zoroastrismo (provavelmente adotada durante o período aquemênida) com elementos armênios nativos significativos e outros elementos religiosos. O Reino da Grande Armênia foi governado por membros da dinastia parta arsácida desde o século I. A Armênia conseguiu em grande parte manter uma existência independente entre os seus dois poderosos vizinhos, os impérios parta e romano, que tinham chegado a um compromisso no século I segundo o qual a Armênia seria governada por um príncipe arsácida que seria confirmado por Roma. A derrubada da dinastia parta no Irã e a ascensão dos sassânidas no século III mudaram dramaticamente a situação política. O conflito entre Roma e o Irã intensificou-se, enquanto os arsácidas armênios entraram em uma "rixa familiar" com os sassânidas para vingar seus parentes partas derrubados. Como resultado, a Armênia tornou-se mais alinhada com o Império Romano e foi atacada e às vezes ocupada pelos sassânidas. Um período de ocupação sassânida terminou com a restauração do arsácida Tiridates III (que mais tarde se converteu ao cristianismo) ao trono da Grande Armênia durante o reinado de Diocleciano (r. 284–305). Isto possivelmente ocorreu em 298/9, coincidindo com a Paz de Nísibis, que se seguiu a uma vitória romana sobre os sassânidas; no entanto, outras datas foram propostas para a restauração do Tiridates.

## Difusão inicial do Cristianismo
O Cristianismo começou a se espalhar na Armênia antes da conversão do reino no início do século IV, vindo primeiro do local de nascimento da religião na Palestina, via Síria e Mesopotâmia. Algumas tradições falam da evangelização de Adai de Edessa no primeiro século, enquanto outras afirmam que os apóstolos Tadeu e Bartolomeu pregaram na Armênia. Diz-se que Tadeu veio fazer proselitismo na Armênia, onde foi martirizado pelo rei armênio Sanatruces I em Artaz, perto de Macu. Mais tarde, esta história foi ligada à de Gregório, o Iluminador, colocando a sua concepção no túmulo de Tadeu. No entanto, estas tradições, que estabelecem a sucessão apostólica para a Igreja Armênia, são consideradas apócrifas. No entanto, é claro que houve alguma penetração da religião cristã na Armênia desde cedo. No século II, o padre da Igreja, Tertuliano, descreveu os armênios como um povo que recebeu o cristianismo. Em meados do século III, o bispo Dionísio de Alexandria escreveu a um bispo armênio chamado Meruzanes, o que sugere que nesta altura existia uma comunidade cristã considerável na Armênia. A localização de Meruzanes não é conhecida ao certo. Com base no nome do bispo, Nicholas Adontz argumenta que ele estava localizado na província de Sofena, no sul da Armênia. Os gavares do sul da Armênia eram governados por principados autônomos ou satrapias que entraram na órbita romana após a Paz de Nísibis em 298. Nina Garsoïan sugere que a identificação tradicional da Armênia como o primeiro Estado cristão pode realmente refletir a conversão inicial das satrapias do sul, que eram vistas como Estados armênios soberanos. Assim, o cristianismo chegou à Armênia em duas correntes sucessivas: uma corrente siríaca vindo do sul para as regiões do sul do país via Síria e Mesopotâmia, e uma corrente grega posterior chegando ao reino arsácida da Armênia vindo do oeste via Ásia Menor no início do século IV.

## Conversão do reino armênio

### Conto tradicional

Miniatura armênia do séc. XVI representando Gregório e o rei Tiridates, transformado em javali.

O relato tradicional da cristianização da Armênia provém da história armênia atribuída a Agatângelo, que combina fato e lenda. De acordo com este relato, no século III o rei armênio, a quem Agatângelo chama de Cosroes, lutou contra a recém-estabelecida dinastia sassânida no Irã; este último procurou destruir os arsácidas armênios como o último remanescente da dinastia parta que eles haviam suplantado. Os sassânidas enviaram um nobre parta chamado Anaco para ganhar a confiança do rei armênio e matá-lo. Anaco conseguiu assassinar Cosroes e a maior parte da família real, mas ele e sua família foram mortos por nobres armênios. Depois disso, o filho de Cosroes, Tiridates, foi levado para viver em Roma, e o filho de Anaque foi levado para Cesareia, na Capadócia, e criado por cristãos, que lhe deram o nome de Gregório.
Mais tarde, Tiridates recuperou o trono armênio com a ajuda romana. Gregório foi para a Armênia para entrar ao serviço de Tiridates, que, seguindo seu suserano romano Diocleciano, perseguiu os cristãos. Depois que Gregório se recusou a sacrificar à deusa Anaíte, o rei prendeu Gregório e o sujeitou a muitas torturas. Assim que Tiridates descobriu que Gregório era filho do assassino de seu pai, ele jogou Gregório em um poço profundo chamado Cor Virape, perto de Artaxata, onde permaneceu por treze (ou quinze) anos. Nesse ínterim, um grupo de freiras cristãs que fugiam do Império Romano foram condenadas à morte por ordem de Tiridates. Na história de Agatângelo, Gregório é milagrosamente salvo e retirado da cova depois que a irmã de Tiridates, Cosroviducte, tem uma visão. Gregório então curou o rei, que, escreve Agatângelo, havia sido transformado em um javali por seu comportamento pecaminoso. Tiridates e sua corte aceitaram o cristianismo, tornando a Armênia o primeiro Estado a adotar o cristianismo como religião oficial.
Depois de ser libertado, Gregório pregou a fé cristã na Armênia e ergueu santuários para as freiras mártires Gaiana e Ripsima em Valarsapate em um local que lhe foi indicado em uma visão. Valarsapate mais tarde tornou-se o lar da Igreja mãe do cristianismo armênio e, na época medieval, chamada de Echemiazim ("descendência do unigênito") em referência à visão de Gregório. Gregório, às vezes acompanhado por Tiridates, percorreu a Armênia destruindo templos pagãos, derrotando a resistência armada dos sacerdotes pagãos. Gregório foi então para Cesareia com uma comitiva de príncipes armênios e foi consagrado bispo da Armênia por Leôncio de Cesareia. Até a morte de Narses I no final do século IV, os sucessores de Gregório iriam para Cesareia para serem confirmados como bispos da Armênia, e a Armênia permaneceu sob a autoridade titular dos metropolitas de Cesareia.
Retornando à Armênia com assistentes cristãos de Cesareia, Gregório ergueu igrejas no lugar dos templos pagãos destruídos e confiscou suas propriedades e riquezas para a Igreja Armênia e sua casa. No local do templo destruído de Vaagênio em Astisata, Gregório ergueu uma igreja que se tornou o centro original da Igreja Armênia e assim permaneceu até depois da divisão do país em 387. Gregório conheceu o rei Tiridates perto da cidade de Bagarana e batizou o rei, o exército e o povo armênio no Eufrates. Em outra versão da história de Agatângelo que sobrevive apenas na tradução, Gregório também batiza junto com Tiridates os reis da Albânia, Geórgia e Lázica/Abecásia. Ele fundou escolas para a educação cristã de crianças, onde as línguas de instrução eram o grego e o siríaco. Ele estabeleceu a estrutura eclesiástica da Armênia, nomeando como bispos alguns dos filhos de padres pagãos.
Agora, muitos dos elementos da narrativa de Agatângelo são reconhecidos como lendários, embora vários detalhes sejam apoiados por outras fontes. Outras fontes confirmam a liderança de Gregório e seus descendentes sobre a Igreja armênia primitiva, bem como a consagração de Gregório por Leôncio em Cesareia durante um concílio eclesiástico em 314. No entanto, a história de Agatângelo retrata a propagação do cristianismo na Armênia como tendo ocorrido praticamente inteiramente durante a vida de Gregório, quando, na verdade, foi um processo mais gradual que encontrou resistência. Grande parte da descrição do proselitismo de Gregório é retirada das informações sobre as atividades de Mesrobes Mastósio em Vida de Mastósio, de Corium.

### Data e causas
A data tradicional para a conversão da Armênia ao Cristianismo é 301, embora muitas datas alternativas tenham sido propostas, variando de 284 a 314. Muitos estudiosos modernos favorecem a datação de 314. As interpretações que favorecem uma data anterior para a conversão de Tiridates argumentam que o rei armênio ficou desiludido com a sua aliança com Roma e deixou de seguir a política anticristã de Diocleciano, adotando em vez disso o cristianismo para fortalecer o Estado e separar ainda mais a Armênia de Roma e da Pérsia. Aqueles que são a favor da data posterior de 314 argumentam que Tiridates, como leal rei-cliente de Roma, não poderia ter estabelecido o Cristianismo como religião oficial da Armênia, em contradição com a política anti-Cristã de Roma na altura, e colocar a conversão após o Édito de Milão em 313. De acordo com uma visão, Tiridates e sua corte podem ter se convertido privadamente ao cristianismo em 301, mas só o tornaram a religião oficial do reino após o Édito de Milão. Outra fonte a favor da datação de 301 argumenta que o Império Romano, embora ainda anticristão, tolerou a conversão da Armênia ao cristianismo, uma vez que foi dirigida contra o Irã sassânida. O estudioso Abraham Terian considera as informações da História Eclesiástica de Eusébio sobre o imperador romano Maximino Daia travando uma guerra com os armênios cristãos em 311 como evidência de que Tiridates havia se convertido antes dessa data.
George Bournoutian identifica "pressões externas, especialmente da Pérsia Zoroastriana e sua nova e zelosa dinastia Sassânida" como o principal fator na decisão de Tiridates de adotar o Cristianismo. Mary Boyce escreve que a Armênia aceitou o cristianismo "em parte, ao que parece, desafiando os sassânidas". Robert W. Thomson refere-se à decisão de Tiridates como "um ato de Estado", mas observa que sua motivação pessoal ainda não está clara.

### Cristianização da sociedade armênia
Conforme observado por Thomson, o cristianismo e a instituição da Igreja espalharam-se na Armênia “através da estrutura social e política indígena daquele país”. A Igreja tomou posse das extensas propriedades dos centros de culto pré-cristãos. As primeiras igrejas armênias foram construídas em locais de templos pagãos. As propriedades da Igreja eram propriedade do patriarca e transmitidas hereditariamente como as dos clãs nobres nacarares. O cargo de patriarca era visto como um privilégio hereditário dos descendentes de Gregório, o Iluminador, assim como os cargos seculares de Estado na Armênia eram ocupados hereditariamente por famílias nobres específicas, apesar do fato de que isso ia contra a prática e a lei cristãs. O patriarcado foi mantido por membros da linha gregórida, com algumas interrupções, até a morte de Isaque da Armênia no século V. No início, os bispados parecem ter sido organizados com base nos clãs nacarares, e não como sedes baseadas nas grandes cidades. Esses fatores permitiram que a Igreja assumisse um papel político independente, muitas vezes em conflito com os monarcas arsácidas.
A propagação da fé cristã à população da Armênia e a eliminação das crenças e práticas pré-cristãs foi um processo gradual e desigual. A resistência à cristianização veio tanto da população comum quanto da nobreza. Os magnatas armênios que se opuseram às políticas pró-romanas da monarquia se opuseram ao cristianismo e adotaram o zoroastrismo. O filho de Gregório, Vertanes, que sucedeu a seu irmão Aristácio como patriarca, quase foi assassinado por pagãos em sua residência em Astisata. Em 365, o patriarca Narses I convocou o Concílio de Astisata, que proibiu práticas pré-cristãs, como casamentos consanguíneos, funerais de estilo pagão envolvendo "lamentações excessivas", e poligamia. Na opinião de Robert W. Thomson, os primeiros esforços para espalhar o cristianismo à população armênia vieram principalmente de homens santos e ascetas locais, em vez de atividades missionárias concertadas por instituições eclesiásticas. A maioria desses homens santos viajantes eram sírios ou associados à Síria. Uma das razões para a lenta propagação do Cristianismo no início foi que a liturgia era recitada em grego ou siríaco e, portanto, era incompreensível para a maioria dos armênios. Foi com a invenção do alfabeto armênio em c. 405 por Mesrobes Mastósio, ele próprio um pregador ascético, que a cristianização da população começou a progredir mais rapidamente. A Bíblia, a liturgia, as obras dos principais Padres da Igreja e outros textos cristãos foram traduzidos para o armênio pela primeira vez. Nisso, Mastósio recebeu ajuda do rei Vararanes Sapor e do patriarca Isaque. Em meados do século V, o xainxá Isdigerdes II tentou impor um zoroastrismo reformado à Armênia e enfrentou uma rebelião cristã. Um partido substancial de nobres armênios aliou-se ao xainxá e renunciou ao cristianismo, embora os esforços sassânidas para erradicar o cristianismo armênio tenham fracassado. Ainda assim, muitos elementos da religião pré-cristã tornaram-se parte do cristianismo armênio, e um pequeno grupo de armênios chamado Arewordikʿ nunca se converteu ao cristianismo, aparentemente sobrevivendo até o período moderno.

## Significado histórico
A cristianização da Armênia é considerada um dos acontecimentos mais importantes da história armênia, moldando significativamente a identidade do povo e afastando a Armênia das suas ligações seculares com o mundo iraniano. Além disso, considera-se que a Igreja Armênia forneceu uma estrutura para a preservação da identidade armênia na ausência de independência política armênia.